# 細川 (富山県)
細川（ほそかわ）は、富山県中新川郡立山町、舟橋村、富山市を流れる二級水系（1965年指定）白岩川水系の河川。

## 河川概要
中新川郡立山町横沢を水源とし、常東用水をはじめとする諸用水を集めつつ、舟橋村竹内・富山市水橋新堀地内で白岩川に合流する二級河川。京坪川を支流に持つ。
上流側は舟橋村古海老江東前田、下流は白岩川合流部で、延長3.5㎞で、京坪川合流部までは川幅15 - 16mの鋼矢板護岸、京坪川合流部より上流は川幅9 - 10m。かんがい排水事業により整備されたコンクリート護岸で、単断面の堀込河道となっている。
1966年（昭和41年）の豪雨出水時に白岩川本川の背水により被害を受けたことから、白岩川合流点から富山県道4号富山上市線まで約1,600mを災害復旧事業により、1969年（昭和44年）まで改修。さらに1986年（昭和61年）の浸水被害を受けて、富山上市線から京坪川合流点までの520mの区間を河川局部改良事業により1989年（平成元年）から2001年（平成13年）にかけて改修された。
河川の堤防除草は仏生寺青年会、海老江地区、古海老江自治会の協力のもと、毎年行われている。